# 1125
1125 (MCXXV) a fost un an obișnuit al calendarului iulian.

## Evenimente
- 12 mai și 11 octombrie: Două puternice cutremure distrug orașul italian Benevento.
- 11 iunie: Bătălia de la Azaz: Victorie a cruciaților asupra turcilor selgiucizi.
- 30 august: După moartea lui Henric al V-lea la Utrecht, dieta de la Mainz alege ca nou împărat romano-german pe fostul adversar al acestuia, Lothar al II-lea de Supplinburg sau de Saxonia, ca Lothar al III-lea; odată ales, noul suveran caută să ajungă la o înțelegere cu Frederic și Conrad de Hohenstaufen, însă aceștia îl contestă; momentul marchează declanșarea conflictului dintre guelfi (Welfii din Bavaria) și ghibelini (familia Hohenstaufen din Suabia).
- 30 august: Împăratul Lothar al III-lea învestește pe Albert "Ursul" cu stăpânirea asupra Luzaciei (Ostmarch), iar pe Adolf I de Schauenburg cu comitatul de Holstein.
- 13 septembrie: Are loc încoronarea solemnă a lui Lothar al III-lea la Aachen, de către arhiepiscopul de Köln.
- 16 septembrie: Se încheie acordul prin care contele Alphonse Jourdain de Toulouse primește titlul de marchiz de Provence și regiunile de la nord de Durance și Beaucaire.

### Nedatate
- ianuarie: Chemat în ajutor de către locuitorii din Alep, asediat de cruciați, atabegul de Mosul, al-Borsoki, îi îndepărtează pe asediatori; Mosul și Alep trec sub o stăpânire unică.
- Apare primul târg din Portugalia, deschis la Ponte de Lima.
- China numără 100 de milioane de locuitori.
- Etienne de Blois se căsătorește cu Matilda, fiica și moștenitoarea contelui de Boulogne.
- Germanii încep politica de colonizare în răsărit, a teritoriilor dintre Elba și Oder, în detrimentul populațiilor slave (wagrieni, obodriți, sorabi, luzacieni etc.); împăratul Lothar al III-lea împinge hotarele Imperiului romano-german până la răsărit de Neisse; regele Boleslaw al III-lea al Poloniei este nevoit să îi recunoască suzeranitatea pentru Pomerania și pentru insula Rugen, disputată cu danezii.
- Judecătorul (qadi) Ibn al-Khachab este asasinat la ieșirea din marea moschee din Alep de către un membru al sectei asasinilor.
- Jurchenii din dinastia Jin invadează China de nord, khitanii fiind expulzați; ultimul împărat al dinastiei Liao este luat în captivitate.
- Raid al piraților sarazini în Provence: Antibes este prădat, ca și mănăstirea benedictină Saint Honorat din insulele Lerins.
- Regele Inge "cel Tânăr" al Suediei este asasinat la Vreta (în Ostergotland), cu complicitatea soției sale, Ulfhilda; Suedia se divide între Magnus "cel Puternic" (rege în Gothenland) și Ragnar Knaphovde (în Svealand).
- Reveniți din Țara Sfântă, venețienii reiau atacurile împotriva Bizanțului, atacând insulele din Marea Egee: jefuiesc Rhodos, pradă Samos și Lesbos și capturează Chios.

## Arte, științe, literatură și filozofie
- Cronicarul Albert de Aix începe lucrul la "Historia Hieroslymitanae expeditionis".
- Cronicarul Guillaume de Malmesbury lucrează la "Gesta regum Anglorum" și la "Gesta pontificum Anglorum".
- Este construit castelul Nassau, în Olanda.
- Este întemeiată școala din Reading, în Anglia.
- Filosoful Pierre Abelard este ales abate la mănăstirea Saint-Gildas-de-Rhuys.
- În Europa occidentală se răspândesc legende referitoare la Carol cel Mare, ca pelerin în Orient; începe o puternică difuzare a genului literar "chanson de geste".
- O colecție de lucrări ale budismului zen este compilată în China.

## Înscăunări
- 19 mai: Mstislav I, mare cneaz de Kiev (1125-1132).
- 19 mai: Iuri Dolgoruki, mare cneaz de Suzdal (1125-1157).
- 30 august: Lothar al III-lea de Saxonia, împărat romano-german (1125-1137).
- Ragnar Knaphovde, rege al Suediei (în Svealand)
- Sverker al Suediei, rege al Suediei (în Östergötland), (1125-1156)

## Nașteri
- Azzone al V-lea de Este (d. 1193).
- Eystein al II-lea, rege al Norvegiei (d. 1157)
- Goffredo da Viterbo, notar italian (d. 1195).
- Jaufre Rudel, poet și trubadur francez (d. 1148)
- Lu You, poet chinez (d. 1210).
- Otto al II-lea, margraf de Meissen (d. 1170).
- Renaud de Châtillon (d. 1187).
- Svend al III-lea, rege al Danemarcei (d. 1157).
- Wilhelm I, rege normand al Siciliei (d. 1166).

## Decese
- 24 ianuarie: David al IV-lea (Ziditorul), rege al Georgiei (n. 1073).
- 12 aprilie: Vladislaus I duce de Boemia (n.c. 1065)
- 19 mai: Vladimir al II-lea (Monomahul), mare cneaz de Kiev (n. 1053).
- 23 mai: Henric al V-lea, împărat romano-german (n. 1081).
- 21 octombrie: Cosma de Praga, cronicar din Boemia (n. 1045).
- Abu’l Fadl ibn al-Khashshâb, qadi (judecător) de Alep (n. ?)
- Guillaume al II-lea, duce de Burgundia (n. 1075)
- Inge "cel Tânăr", rege al Suediei (1110-1125), (n. ?)